# Cameron (Louisiana)
Cameron is een plaats (census-designated place) in de Amerikaanse staat Louisiana, en valt bestuurlijk gezien onder Cameron Parish.

## Demografie
Bij de volkstelling in 2000 werd het aantal inwoners vastgesteld op 1965. Nadat orkaan Rita in 2005 en orkaan Ike in 2008 de plaats grotendeels hadden verwoest, waren daar in 2010 nog 406 van over.
Al in 1957 werd de plaats verwoest door orkaan Audrey waarbij meer dan 300 inwoners omkwamen.

## Geografie
Volgens het United States Census Bureau beslaat de plaats een oppervlakte van
32,6 km², waarvan 29,5 km² land en 3,1 km² water. Cameron ligt op ongeveer 1 m boven zeeniveau.